# 乙支路
乙支路（ウルチロ）は、大韓民国ソウル特別市中区に位置する道路で、ソウル特別市庁と東大門歴史文化公園（旧 東大門運動場）を連結する道路である。
なお、同名の法定洞は「乙支路 (法定洞)」を、同名を冠した行政洞は「乙支路洞」を参照すること。

## 概要
名称は高句麗の将軍である乙支文徳の名前に由来する。この道路の下をソウル交通公社2号線が通る。中区庁を中心とするソウルの代表的なオフィス街で､椅子などの家具専門店でもよく知られている｡
日本統治時代、ソウルが京城であった時代には「黄金町」と呼ばれる日本人街であった。1912年12月6日、乙支路で電車運行が開始される。

## 交通

### 鉄道
- ソウル交通公社
  -  2号線
    - 乙支路入口駅 - 乙支路3街駅 - 乙支路4街駅

  -  3号線
    - 乙支路3街駅

  -  5号線
    - 乙支路4街駅